# Karen Percy
Karen Percy (n. 10 octombrie 1966, Edmonton, Alberta, Canada) este o schioare alpină ce a reprezentat Canada, medaliată olimpică. A participat la o ediție a Jocurilor Olimpice (1988) în care a câștigat două medalii de bronz.